# Bajša
Bajša (in serbo Бајша?, Bajša) è un villaggio della Serbia situato nella municipalità di Bačka Topola, nel distretto della Bačka Settentrionale, nella provincia autonoma di Voivodina. La popolazione totale è di 2 568 abitanti (censimento del 2002), e la maggioranza di essa è di etnia ungherese.